# Rio Butley
O rio Butley é um afluente do rio Ore em Suffolk, Inglaterra. A travessia do rio pode ser feita por uma balsa local.